# Тюрина, Галина Николаевна
Галина Николаевна Тюрина (19 июля 1938, Москва — 21 июля 1970, Полярный Урал) — советский математик, специалист по алгебраической геометрии, кандидат физико-математических наук, ученица И. Р. Шафаревича.

## Биография
Окончила механико-математический факультет МГУ. Ученица И. Р. Шафаревича.
Старшая сестра математика А. Н. Тюрина. Являлась одним из помощников и хранителей архива писателя А. И. Солженицына.
Трагически погибла во время туристического байдарочного похода на реке Лонготъёган (Полярный Урал).

## Научные интересы
Основные труды в области комплексной алгебраической геометрии (классификация алгебраических многообразий, теория особых точек алгебраических многообразий и аналитических поверхностей, K3-поверхности).
Именем Г. Н. Тюриной названо одно из основных понятий теории деформаций — резольвента Тюриной. Она впервые построила эффективные версальные деформации для неполных пересечений (ростков комплексных пространств); рукопись, содержащая разработанную ей конструкцию формальной версальной деформации для любого ростка с единственной особой точкой, осталась неопубликованной. По словам В. И. Арнольда, Г. Н. Тюрина впервые применила «трансцендентные», топологические методы к исследованию особых точек гиперповерхностей.
В 1969 году Г. Н. Тюрина нашла размерность базы полу-универсальной деформации особой точки гиперповерхности, которая была названа числом Тюриной.

## Научные труды
- Алгебраические поверхности / Под ред. И. Р. Шафаревича. — Труды МИАН. — Т. 75. — М.: Наука, 1965. — 215 с. (в соавторстве).
- Абсолютная изолированность рациональных особенностей и тройные рациональные точки // Функциональный анализ и его приложения. — 1968. — Т. 2, вып. 4. — С. 70—81.
- О топологических свойствах изолированных особенностей комплексных пространств коразмерности один // Известия Академии наук СССР. Сер. математическая. — 1968. — Т. 32, № 3. — С. 605—620.
- О жесткости рационально стягиваемых кривых на поверхности // Известия Академии наук СССР. Сер. математическая. — 1968. — Т. 32, № 4. — С. 943—970.
- Локально полууниверсальные плоские деформации изолированных особенностей комплексных пространств // Известия Академии наук СССР. Сер. математическая. — 1969. — Т. 33, № 5. — С. 1026—1058.
- Разрешение особенностей плоских деформаций двойных рациональных точек // Функциональный анализ и его приложения. — 1970. — Т. 4, вып. 1. — С. 77—83.

## Семья
- Брат — Андрей Николаевич Тюрин, математик.
- Муж — Дмитрий Борисович Фукс, математик[9]